# Le Jeune Homme et la Mort (roman)
Pour le mimodrame de Jean Cocteau, voir Le Jeune Homme et la Mort.
Pour un paronyme, voir La Jeune Fille et la Mort.
Le Jeune Homme et la Mort  — The Face of Trespass dans l'édition originale britannique — est un roman policier publié par Ruth Rendell en 1974.

## Résumé
Jeune romancier prometteur, Gray Lanceton reste l'auteur d'un unique roman. Il ne peut plus écrire et survit à peine dans une maison en bois délabrée de la forêt d'Epping qu'on lui a prêtée.  Son téléphone reste souvent décroché. Il est seul, lit des romans et broie de sombres et obsessionnelles pensées. Seul le laitier vient le rappeler à l'ordre trois fois par semaine.
Deux années plus tôt, il avait fait la connaissance de Drusilla, l'épouse d'un riche quadragénaire. Ils ont eu une liaison passionnée jusqu'à ce que la jeune femme lui demande d'assassiner son mari. Il avait rompu et remâche maintenant les amers souvenirs d'un amour fondé sur la tromperie et l'appel au meurtre.
Un jour, Gray se décide à rétablir le téléphone. Aussitôt, le monde extérieur se jette sur lui : sa marraine veut qu'il garde la chienne pendant son absence à l'étranger, son beau-père français le presse de venir en Normandie, car sa mère est sur le point de mourir. Gray revient à Londres, puis se rend en France. À son retour, son misérable cottage a été cambriolé, et Gray découvre avec incrédulité le cadavre du mari de Drusilla dans l'escalier de la cave. Il est accusé du meurtre et ne peut compter que sur un témoignage clé pour s'en tirer.

## Éditions
Édition originale en anglais
- (en) Ruth Rendell, The Face of Trespass, Londres, Hutchinson, 1977 (OCLC 948644) - édition britannique

Éditions françaises
- (fr) Ruth Rendell (auteur) et Jean-Michel Alamagny (traducteur) (trad. de l'anglais), Le Jeune Homme et la Mort [« The Face of Trespass »], Paris, Librairie des Champs-Élysées, coll. « Le Masque no 2000 », 1990, 255 p. (ISBN 2-7024-2030-3, BNF 35526215)
- (fr) Ruth Rendell (auteur) et Jean-Michel Alamagny (traducteur) (trad. de l'anglais), Le Jeune Homme et la Mort [« The Face of Trespass »], Paris, Librairie générale française, coll. « Le Livre de poche no 6957 », 1991, 255 p. (ISBN 2-253-05642-1, BNF 35454941)
- (fr) Ruth Rendell (auteur) et Jean-Michel Alamagny (traducteur), Le Jeune Homme et la Mort [« The Face of Trespass »], Paris, Éditions du Masque, coll. « dans Ruth Rendell : 2. Les années 1965-1979 », 1992, 1182 p. (ISBN 2-7024-2371-X, BNF 35613006)

## Source bibliographique
- Jean Tulard, Dictionnaire du roman policier : 1841-2005. Auteurs, personnages, œuvres, thèmes, collections, éditeurs, Paris, Fayard, 2005, 768 p. (ISBN 978-2-915793-51-2, OCLC 62533410), p. 381.